# Euchologium
Euchologium nebo euchologion (řecky εὐχολόγιον) je liturgická kniha užívaná ve východních církvích. Obsahuje všechny liturgické texty, které potřebuje biskup, kněz nebo jáhen pro jím vedené obřady svátostí a svátostin včetně eucharistické bohoslužby, zahrnuje tedy všechno, co v římskokatolické církvi obsahuje misál, rituál a pontifikál. Někdy se nazývá také velké euchologium pro odlišení od malého euchologia zvaného též trebník.
Nejstarším dochovaným euchologiem byzantského ritu je Barberinské euchologium svatého Marka z 8. či 9. století, mezi významné památky staroslověnského písemnictví patří Sinajské euchologium z 11. století.